# U.S. Route 377
La U.S. Route 377 (US 377) est une US Route auxiliaire de la US 77 parcourant 478 miles (769 km) depuis Del Rio, Texas jusqu'à Stroud, Oklahoma.

## Description du tracé

### Texas
Le terminus sud de la route est à Del Rio à une intersection avec la US 90. La US 377 se dirige vers le nord en multiplex avec la US 277 sur 20 miles (32 km). Après que les routes se soient séparées, la US 377 se dirige vers le nord-est. Elle atteint Rocksprings et Junction. Là, elle rencontre la US 83 et les deux routes forment un court multiplex. La US 377 continue ensuite vers le nord-est jusqu'à Mason où elle rejoint la US 87 vers le nord. Ce multiplex mène la route à Brady. Après Brady, la US 377 poursuit vers le nord-est en passant par Brownwood, Comanche, Dublin, Stephenville et Cresson. Après Cresson, la route continue dans la même direction et atteint les banlieues sud-ouest de Fort Worth. À Fort Worth, elle rejoint l'I-30 jusqu'au centre-ville puis, sur une plus courte distance, l'I-35W. Elle quitte ensuite Fort Worth par le nord et atteint Denton. Elle forme un multiplex avec la US 380 vers l'est et s'en sépare rapidement. La US 377 continue ainsi vers le nord jusqu'à Whitesboro. Elle continue et atteint la Rivière Rouge, frontière avec l'Oklahoma, près de Sherwood Shores.

### Oklahoma
La US 377 entre en Oklahoma au sud de Madill. Elle atteint cette ville, puis Tishomingo, Ada, qu'elle contourne, Bowlegs, Seminole, Prague et Stroud. À la jonction avec l'I-44, la US 377 prend fin. La route se poursuit comme SH 99.

## Intersections majeures
Texas
 US 90 / US 277 à Del Rio. La US 277 / US 377 forment un multiplex jusqu'au nord de Del Rio.
 I-10 / US 83 à Junction. La US 83 / US 377 forment un multiplex dans la ville.
 US 87 à Mason. Les routes forment un multiplex jusqu'à Brady.
 US 190 à Brady. Les routes forment un multiplex dans la ville.
 US 67 / US 84 à Brownwood. La US 67 / US 377 forment un multiplex jusqu'à Stephenville. La US 84 / US 377 forment un multiplex jusqu'à Early.
 US 183 à Early. Les routes forment un multiplex dans la ville.
 US 281 à Stephenville
 I-20 / I-820 à Benbroock
 I-30 à Fort Worth. Les routes forment un multiplex dans la ville.
 I-35W à Fort Worth. Les routes forment un multiplex dans la ville.
 US 287 à Fort Worth. Les routes forment un multiplex dans la ville.
 I-820 à Fort Worth
 I-35E à Denton
 US 77 à Denton. Les routes forment un multiplex dans la ville.
 US 380 à Denton. Les routes forment un multiplex jusqu'à Cross Roads.
 US 82 à Whitesboro
Oklahoma
 US 70 à Madill. Les routes forment un multiplex dans la ville.
 US 270 à Seminole
 I-40 près de Seminole
 US 62 à Prague
 I-44 / SH 99 à Stroud